# Navarra (regio)
Navarra (Spaans: Navarra, Baskisch: Nafarroa; officieel: Comunidad Foral de Navarra / Nafarroako Foru Komunitatea of Forale Gemeenschap Navarra) is een van de zeventien Autonome gemeenschappen van Spanje. Het ligt in het noorden van Spanje, ten oosten van Baskenland, ten zuiden van Frankrijk, ten noorden van La Rioja en ten westen van Aragón. Navarra is net zoals onder andere Cantabrië en Asturië zowel een autonome regio als een provincie en is dus niet zoals de meeste andere regio's onderverdeeld in provincies.
De regio is onderverdeeld in 272 gemeenten en telt 662.032 inwoners (2021) waarvan bijna een derde in de hoofdstad Pamplona woont (195.769 inw.) en meer dan de helft in de agglomeratie van de hoofdstad (328.511 inw.).

## Geografie en klimaat
Navarra kent een gevarieerde geografie. Het grootste deel is bergachtig door de Pyreneeën. In het zuiden vindt men de valleien van de Ebro.
De regio wordt gekenmerkt door een grote variëteit aan klimaatvormen. In het noorden wordt het klimaat getypeerd door de besneeuwde bergen van de Pyreneeën en de frequente regen afkomstig van de Atlantische Oceaan terwijl het zuiden gedomineerd wordt door een droog woestijnklimaat.

## Geschiedenis
In 1512 wist Ferdinand II van Aragon zich meester te maken van het grootste deel van het Koninkrijk Navarra, waarvan hij zichzelf op grond van twijfelachtige aanspraken tot koning uitriep. Alleen het gebied ten noorden van de Pyreneeën, bekend als Neder-Navarra, bleef een zelfstandig koninkrijk dat later met Frankrijk zou worden verenigd. Het zuidelijke deel, ook wel Opper-Navarra of Peninsulair Navarra genoemd, werd een onderdeel van de Spaanse kroon, maar behield de status van een afzonderlijk koninkrijk, met een grote autonomie en apart recht.
Begin 19de eeuw toonde Navarra zich als een van de meest conservatieve delen van Spanje, mede door de grote invloed van de geestelijkheid. In 1833 barstte er een opstand los tegen het gematigde bewind in Madrid, wat het begin vormde van de Eerste Carlistenoorlog. Mede om die reden hief de Spaanse regering in 1844 de duizendjarige autonomie van het oude koninkrijk op. Navarra werd nu een Spaanse provincie, zij het met iets meer autonomie dan de meeste andere provincies. Het Carlisme bleef er de voornaamste politieke beweging.
In 1936 vormde Navarra het centrum van de militaire opstand die het begin van de Spaanse Burgeroorlog inluidde. Vanaf het begin van de oorlog stond de provincie aan de kant van de nationalisten van generaal Franco. Onder zijn bewind gaf Franco het provinciebestuur van Navarra aparte bevoegdheden en in 1973 vernieuwde hij het aparte forale recht uit de middeleeuwen.
Bij het herstel van de democratie na de dood van Franco (1975) eisten de Baskische nationalisten dat Navarra deel zou gaan uitmaken van een autonoom Baskenland. De grote (conservatieve) meerderheid van de bevolking was echter voorstander van een autonoom Navarra, gebaseerd op de oude tradities. Een Spaanse wet uit 1982 erkende dan ook de autonomie van de Forale Gemeenschap Navarra. De Spaanse grondwet voorziet wel de mogelijkheid dat Baskenland en Navarra onderlinge akkoorden kunnen sluiten en samenwerken.

## Statuut
Navarra noemt zich een "Forale Gemeenschap" omdat het zijn autonomie baseert op het forale recht, dat wil zeggen het recht dat voortkomt uit de historische fueros (vrijheden, gewoonten) van de streek. Om die reden heet het regionale parlement dan ook Parlamento Foral, de regering Gobierno Foral, enzovoort.
De Forale Gemeenschap geniet een autonomie die niet zo groot is als die van Baskenland, Catalonië, Galicië of Andalusië, maar wel verder gaat dan de meeste andere Spaanse autonome gemeenschappen. Zo heeft ze een eigen politie, de Policía Foral, en een eigen fiscale administratie, die zelf de meeste belastingen in Navarra int en het aandeel van de centrale overheid in de belastingen doorbetaalt aan de Spaanse schatkist (in de meeste Spaanse regio's staat de centrale overheid voor de belastingen in). Ook het taalgebruik wordt door de Navarrese overheid geregeld.

## Bestuurlijke indeling
De provincie Navarra bestaat uit zeven comarca's die op hun beurt uit gemeenten bestaan. De comarca's van Navarra zijn:
- Navarra Húmeda del Nordeste
- Valles Pirenaicos
- Cuencas Prepirenaicas
- Navarra Media Occidental
- Navarra media Oriental
- Ribera Estellesa
- Ribera Tudelana

Zie voor de gemeenten in Navarra de lijst van gemeenten in provincie Navarra.

## Taal

percentage Baskisch-sprekers per gemeente

Spaans is samen met Baskisch de officiële taal in Navarra. Spaans is de officiële taal in de hele regio, Baskisch enkel in het noordelijke, dunbevolkte deel.
In het noordwestelijke deel van de regio wordt voornamelijk Baskisch gesproken, in het zuidelijke deel vooral Spaans. Pamplona ligt in de gemengde zone. Een regionale taalwet van 1986 deelt Navarra in drie zones in: de noordelijke zone, waar Baskisch en Spaans op gelijke voet worden behandeld, een gemengde zone, waar Spaans de officiële taal is, maar waar er tweetalige diensten voor de Baskischsprekende inwoners aanwezig zijn en een zuidelijke zone, waar alleen het Spaans wettelijk erkend is.
Spaans is in 2001 binnen de regio de moedertaal van 88,9% van de bevolking, Baskisch van 7,0% van de bevolking terwijl 2,1% beide als moedertaal heeft. De resterende 2,1% heeft nog een andere taal als moedertaal.
In de periode voor 2008 won het Baskisch echter terrein op het Spaans in Navarra. 38% van de nieuwe studenten die aan de UPNA aankomen kennen namelijk Baskisch.

## Migratie
- Tussen 1900 en 1960: In Navarra is de emigratie groter dan de immigratie, vooral in de noordelijke delen van de regio. De emigranten gingen voornamelijk naar Argentinië, Venezuela, Chili en Mexico tot 1950. Vanaf 1950 gebeurde de emigratie voornamelijk naar landen van West-Europa zoals Frankrijk, België, Zwitserland en Duitsland.
- Tijdens de jaren 60: De regio begint een bestemming te worden voor immigranten uit andere Spaanse regio's zoals het Baskenland, Andalusië, Castilië en León, La Rioja en Extremadura, aangetrokken tot de stijgende werkgelegenheid die voortkwam uit de industrialisatie.
- Tussen 1980 en 1999: De economische crisis remt de immigratie van werkkrachten uit andere Spaanse regio’s. Vanaf het einde van de jaren 90 begint de immigratie vanuit voornamelijk Algerije, Bolivia, Peru, Ecuador, Argentinië, de Dominicaanse Republiek en in mindere mate ook uit Azië, Noord-Amerika, Afrika en uit de rest van Europa.
- Vanaf het jaar 2000: De immigratie vanuit Oost-Europa (voornamelijk Rusland, Roemenië, Bulgarije en Polen) neemt op spectaculaire wijze toe.[5]

## Demografische ontwikkeling
Bron: INE
Opm: Bevolkingscijfers in duizendtallen

## Hernieuwbare energie
Navarra is toonaangevend op het vlak van hernieuwbare energie in Europa. In 2006 kwam 70% van haar energie van hernieuwbare bronnen en de regio hoopt de 75% te bereiken tegen 2010.
In 2004 kwam 61% van de verbruikte elektrische energie van hernieuwbare bronnen, waarvan 43,6% van 28 windmolenparken, 12% van een honderdtal kleine hydraulische turbines en 5,3% van twee biomassafabrieken en twee biogasfabrieken.